# قرن 5 هـ
القرن الخامس الهجري في التقويم الإسلامي أو التقويم الهجري هو القرن الذي يطابق ما بين السنوات من 1009 إلى 1105 للميلاد.

## أحداث
- هجرة بني هلال إلى شمال افريقيا.

## مواليد
- عالم الدين أبو حامد الغزالي، ولد عام 450 هـ.
- الشاعر وعالم الرياضيات عمر الخيام ولد عام 440 هـ.

## وفيات
- عالم الرياضيات ابن السمح: توفي عام 426 هـ
- عالم الرياضيات ابن الصفار: توفي عام 426 هـ
- عالم الرياضيات ابن البرغوث: توفي عام 444 هـ
- عالم الفلك ابن الخياط: توفي عام 447 هـ
- الطبيب ابن بطلان: توفي عام 455 هـ
- النحوي عبد القاهر الجرجاني: توفي عام 471 هـ